# Martialia hyadesii
Espèce
Martialia hyadesii est une espèce de mollusques céphalopodes de la famille des Ommastrephidae.